# Chicken Ranch (Texas)
De Chicken Ranch was een illegaal (maar gedoogd) bordeel in Fayette County, Texas, vlak bij de grens van het stadje La Grange. Het bordeel werd in 1905 opgericht door Jessie Williams. Een televisiedocumentaire was de opmaat voor sluiting van het bordeel in 1973 door de Texaanse overheid. Achteraf is gebleken, dat de regisseur een tip had gekregen van justitiële autoriteiten in Texas.
Het bordeel vormde de inspiratiebron voor een Broadwaymusical uit 1978, een film: The Best Little Whorehouse in Texas (1982), en het nummer "La Grange" van ZZ Top.